# Medchal-Malkajgiri (Distrikt)
Der Distrikt Medchal-Malkajgiri (Telugu భద్రాద్రి కొత్తగూడెం జిల్లా, Urdu بھدرادری کوتھاگودیم ضلع) ist ein Verwaltungsdistrikt im südindischen Bundesstaat Telangana. Verwaltungssitz ist die Stadt Keesara.

## Geographie und Klima

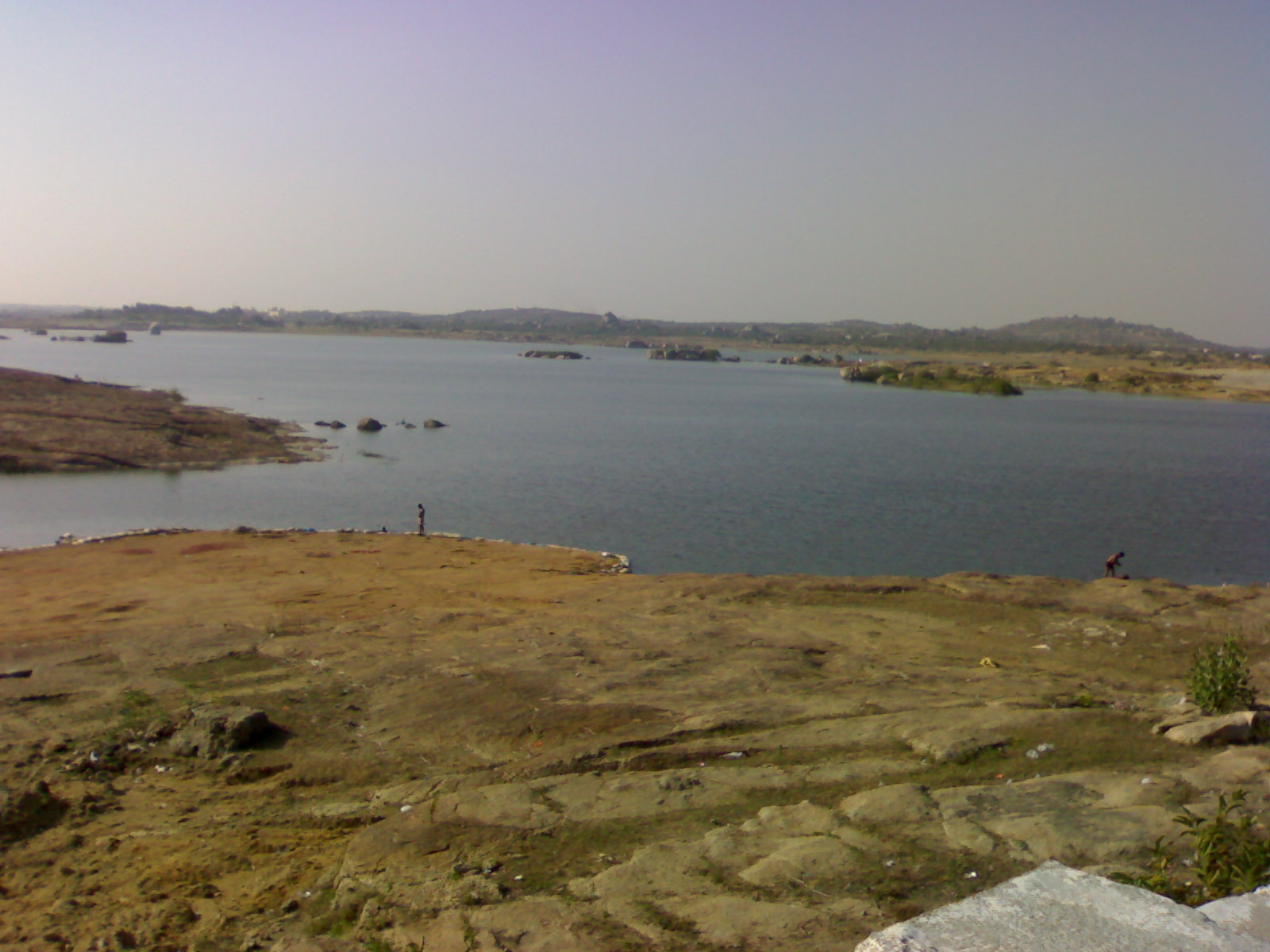
See bei Shamirpet

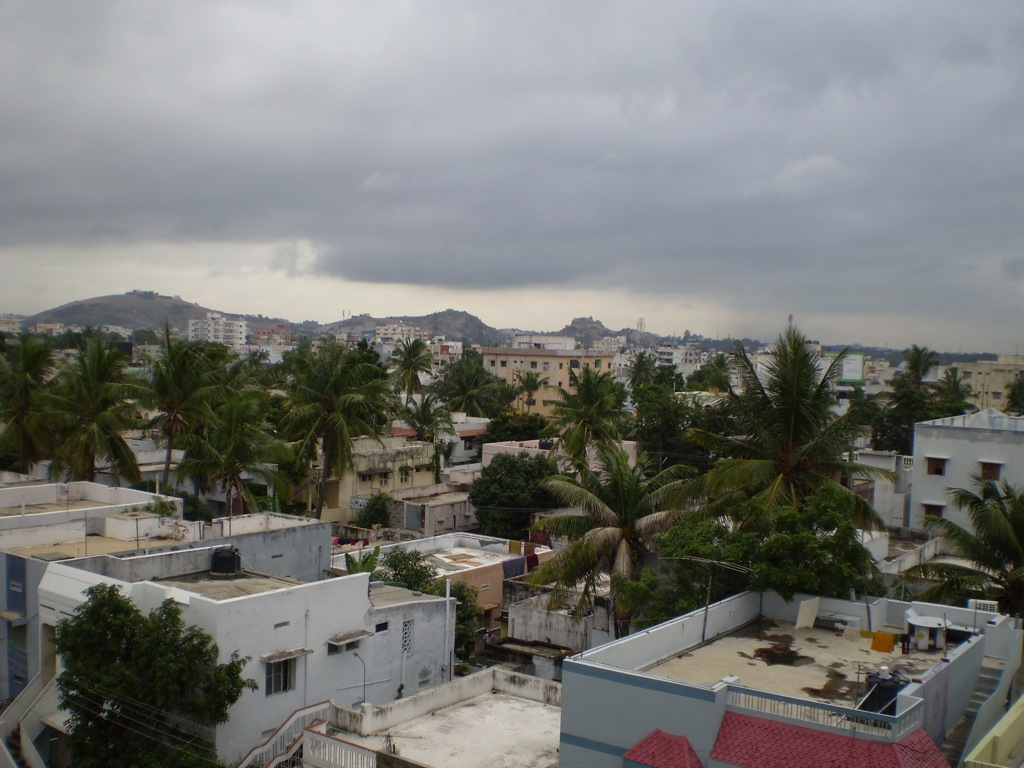
Malkajgiri

Medchal-Malkajgiri liegt westlich-zentral in Telangana, nordöstlich angrenzend an die Bundesstaatshauptstadt Hyderabad. Der Distrikt umfasst den stark urbanisierten nördlichen und östlichen „Speckgürtel“ von Hyderabad. Er wird durch die Outer Ring Road (ORR, „Äußere Ringstraße“), den Autobahnring um Hyderabad, in zwei Teile zerschnitten. Größter Fluss ist der Musi, der die südliche Distriktgrenze bildet. Der Bezirk bietet mit Grün- und Wasserflächen ein Naherholungsgebiet für die Bewohner Hyderabads. Nach der 2016 veröffentlichten Distriktstatstistik waren 89,19 km² (8,23 %) von Wald bedeckt (Durchschnitt Telanganas nach derselben Erhebung: 24 %).
Die jahreszeitlichen Temperaturschwankungen sind erheblich mit einem Maximum von 44 °C im Sommer und einem Minimum von 9 °C im Winter. Der Jahresniederschlag liegt bei 781 mm.
Die benachbarten Distrikte in Telangana sind Mancherial und Sangareddy im Norden, Warangal im Osten, Rangareddy im Süden, Hyderabad im Südwesten und Sangareddy im Westen.

## Geschichte
Der Distrikt Medchal-Malkajgiri entstand als einer von 21 neu eingerichteten Distrikten bei der administrativen Neueinteilung Telanganas am 11. Oktober 2016. Zuvor war Medchal-Malkajgiri Teil des Distrikts Rangareddy.

## Demografie
Zum Zeitpunkt des Zensus 2011 hatte der spätere Distrikt 2.460.095 Einwohner. In Bezug auf die Bevölkerungszahl lag er damit zu diesem Zeitpunkt an zweiter Stelle in Telangana (nach Hyderabad). Die Bevölkerungsdichte lag mit 1084 Einwohnern pro km² deutlich über dem Durchschnitt Telanganas (312 Einwohner/km²). Die hohe Bevölkerungsdichte ging einher mit einem hohen Urbanisierungsgrad von 91,47 %. Das Geschlechterverhältnis zeigte mit 1.256.883 Männern auf 1.203.212 Frauen einen deutlichen Männerüberschuss. Die Alphabetisierungsrate lag mit 82,5 % (Männer 87,43 %, Frauen 77,3 %) deutlich über dem Durchschnitt Telanganas (66,54 %) und auch über dem gesamtindischen Durchschnitt (74,04 %). 231.874 Personen (9,43 %) gehörten zu den registrierten unterprivilegierten Kasten (scheduled castes) und 55.656 (2,26 %) gehörten zur registrierten Stammesbevölkerung (scheduled tribes).

## Wirtschaft
Hinsichtlich des Bruttoinlandsprodukts lag Medchal-Malkajgiri 2015/16 mit 4.760.420 Lakh ₹ nach Hyderabad an zweiter Stelle und bezüglich des Pro-Kopf-Einkommens mit 162.327 ₹ an vierter Stelle (nach Hyderabad, Rangareddy, Sangareddy; Durchschnitt Telangana: 140.683 ₹) der Distrikte Telanganas. Der Anteil der in der Landwirtschaft als Bauern oder Landarbeiter beschäftigten Erwerbstätigen lag mit 4,2 % deutlich unter dem Mittelwert von 33,45 % im gesamten Bundesstaat. Für indische Verhältnisse ist der Distrikt relativ stark industrialisiert. Hier finden sich unter anderem Betriebe der pharmazeutischen Industrie, der Automobilindustrie sowie der Bauindustrie. Zu den großen staatlichen Unternehmen, die hier ihren Sitz oder Produktionsstätten haben, zählen die Electronics Corporation of India Limited (ECIL) und die Hindustan Aeronautics Limited (HAL).

## Hochschulen
Mehrere Hochschulen haben im Distrikt ihren Standort. Dazu zählen in Shamirpet das Institute of Public Enterprise (IPE), die National Academy of Legal Studies and Research (NALSAR) University of Law und das Birla Institute of Technology and Science, Pilani (BITS Pilani) mit einem Campus sowie in Kukatpally die Jawaharlal Nehru Technological University (Hyderabad). Örtliche staatliche Forschungseinrichtungen sind das Centre for Cellular and Molecular Biology (CCMB), National Geophysical Research Institute (NGRI).